# Silene rosulata
Silene rosulata är en nejlikväxtart. Silene rosulata ingår i släktet glimmar, och familjen nejlikväxter.

## Underarter
Arten delas in i följande underarter:
- S. r. reeseana
- S. r. rosulata
- S. r. sanctae-therasiae
- S. r. tingitana